# 渡辺弘 (プロデューサー)
渡辺 弘（わたなべ ひろし、1952年7月11日 - ）は日本のテレビプロデューサー。日本テレビの元プロデューサー。
日本テレビホールディングス及び日本テレビの取締役常務執行役員、取締役専務執行役員、専務取締役、日テレアックスオン代表取締役会長、マッドハウス取締役、日本テレビHD顧問を歴任した。
福島県出身。妻は元日本テレビプロデューサーで、大平正芳の孫娘である渡辺満子。

## 来歴
東京大学法学部卒業後、1976年に日本テレビ入社。同期に小杉善信（元日本テレビ社長）、高田真治（スカパーJSATホールディングス社長）、清水奈津子（元アナウンサー）など。
1980年代後半から日本テレビで立ち上がった「クイズプロジェクト」のチーフとして（参画メンバーは渡辺、小杉、吉川圭三、五味一男、ハウフルス社長の菅原正豊）、日本テレビの編成をクイズを軸にしたバラエティ路線へリニューアルさせ、『クイズ世界はSHOW by ショーバイ!!』、『マジカル頭脳パワー!!』をプロデューサーとして立ち上げるなど、バラエティ番組を担当した。
2005年2月、編成局長に就任。2005年2月15日放送の『カミングダウト』での窃盗告白事件では、編成局長として、チーフプロデューサーの吉川と共に処分を受けた。
2006年1月、社内に復活した制作局長に異動。2008年6月、執行役員報道局長に昇進した。
2011年7月1日付で人事局長に異動した。後任の報道局長は小林裕孝（前：人事局長）。
2012年6月1日付で人事局長を桜田和之に引き継ぎ、同年6月28日付で取締役常務執行役員に昇進。
2013年6月27日付で、小杉と共に取締役専務執行役員に昇進。
2014年6月、日本テレビ取締役現職のまま、日テレアックスオン代表取締役会長就任。
2016年6月29日付で、日本テレビHD専務取締役および日本テレビ取締役専務執行役員を退任し、日本テレビHD顧問となった。
2017年6月29日付で、日テレアックスオン代表取締役会長及び日本テレビHD顧問を退任した。

## 手掛けた番組
制作・制作指揮
- 24時間テレビ 「愛は地球を救う」（2005年 - 2008年）
- 輝け!2005年お笑いネタのグランプリ（2005年）
- 大笑点（2006年 - 2008年）

ディレクター
- TVジョッキー

プロデューサー
- スーパージョッキー（演出→兼プロデューサー→プロデューサー→チーフプロデューサー）
- マジカル頭脳パワー!!
- 極楽スタジアム
- 大相似形テレビ
- スーパークイズスペシャル
- 平成あっぱれテレビ
- 木曜スペシャル「ALL STAR 熱血大賞」

チーフプロデューサー
- スーパージョッキー（1994年4月 - 1997年6月）
- クイズ世界はSHOW by ショーバイ!!（1994年4月 - 1996年9月）
  - 新装開店!SHOW by ショーバイ!!
  - 新装開店!SHOW by ショーバイ2
- マジカル頭脳パワー!!（1994年5月 - 1997年5月）
- 投稿!特ホウ王国（1994年5月 - 1997年5月）
- 嗚呼!バラ色の珍生!!
- 週末の怪人 -セントマーチンの夏-
- FAN（1995年4月 - 1997年5月）
- THE夜もヒッパレ（1995年4月 - 1997年5月）
  - 夜もヒッパレ一生けんめい
- それ行けKinKi大冒険（1996年4月 - 9月）
- 速報!歌の大辞テン（1996年10月 - 1997年5月）
- それ行けKinKi大放送（1996年10月 - 1997年5月）
- アムロ今田きっとNo.1（1996年10月 - 1997年5月）
- 平成あっぱれテレビ
- 24時間テレビ 「愛は地球を救う」（1995年、1997年）
- さんま&SMAP!美女と野獣のクリスマススペシャル（1995年）